# Ripollès
Ripollès là một comarca (hạt) ở Catalonia, Tây Ban Nha.

## Các đô thị
Dân số năm 2005.
- Campdevànol - 3.432
- Campelles - 114
- Camprodon - 2.446
- Gombrèn - 229
- Llanars - 546
- Les Llosses - 261
- Molló - 336
- Ogassa - 262
- Pardines - 162
- Planoles - 313
- Queralbs - 202
- Ribes de Freser - 2.044
- Ripoll - 10.762
- Sant Joan de les Abadesses - 3.621
- Sant Pau de Segúries - 669
- Setcases - 180
- Toses - 163
- Vallfogona de Ripollès - 221
- Vilallonga de Ter - 437